# Вишнёвый сад (парк, Краков)
Вишнёвый сад (пол. Wiśniowy Sad) — городской парк, находящийся в микрорайоне Оседле-Колёрове краковского района Дзельница XVIII Нова-Хута. Парк ограничен с запада зданием XII общеобразовательного лицея, с севера — жилыми домами на Оседле-Спулдзельче, на востоке — улицей Боруты-Спеховича и на юге — улицей Вишнёвый сад, от которой он получил своё наименование.
Парк был основан в 60-е годы XX столетия, когда строился микрорайон Оседле-Колёрове. Площадь парка составляет 2,73 гектара. В настоящее время парк пересекает пешеходная дорожка, украшенная двумя уличными скульптурами. В западной части парка находится абстрактная скульптура неизвестного автора и в восточной части — скульптура авторства Магдалены Прушинской-Ярошинской, которая была установлена примерно в период между 1964 и 1965 годами.